# Tiền Hải (huyện)
Tiền Hải là một huyện cũ ven biển thuộc tỉnh Thái Bình, Việt Nam.

## Địa lý
Huyện Tiền Hải nằm ở phía đông nam của tỉnh Thái Bình, cách thành phố Thái Bình khoảng 31 km, cách trung tâm thủ đô Hà Nội khoảng 141 km, có vị trí địa lý:
- Phía đông giáp Vịnh Bắc Bộ
- Phía tây giáp huyện Kiến Xương
- Phía nam giáp huyện Giao Thủy, tỉnh Nam Định với ranh giới là sông Hồng
- Phía bắc giáp huyện Thái Thụy với ranh giới là sông Trà Lý.

Huyện Tiền Hải nằm kẹp giữa hai cửa biển Trà Lý và Ba Lạt của sông Hồng. Đây là địa phương có dự án Đường cao tốc Ninh Bình – Hải Phòng đi qua.
Trên địa bàn huyện có hai tôn giáo chính: Phật giáo và Thiên Chúa giáo, 30% dân số theo đạo Thiên Chúa.

## Hành chính
Huyện Tiền Hải có 28 đơn vị hành chính cấp xã trực thuộc, bao gồm thị trấn Tiền Hải (huyện lỵ) và 27 xã: Ái Quốc, An Ninh, Bắc Hải, Đông Cơ, Đông Hoàng, Đông Lâm, Đông Long, Đông Minh, Đông Quang, Đông Trà, Đông Xuyên, Nam Chính, Nam Cường, Nam Hà, Nam Hải, Nam Hồng, Nam Hưng, Nam Phú, Nam Thịnh, Nam Trung, Nam Tiến, Phương Công, Tây Giang, Tây Lương, Tây Ninh, Vân Trường, Vũ Lăng.

## Lịch sử
Tiền Hải là vùng đất trẻ, mới được bồi đắp. Lịch sử hình thành huyện Tiền Hải chỉ thực sự rõ nét từ thời Nhà Nguyễn, khi Doanh điền sứ Nguyễn Công Trứ năm 1828 đưa dân đến khai hoang lấn biển lập nên các làng xã tại đây. Lúc đầu (năm 1828, 1832), Tiền Hải thuộc phủ Kiến Xương, tỉnh Nam Định (cũ), gồm 7 tổng, huyện lị đặt tại ấp Phong Lai. Tới năm 1891, nhập thêm hai tổng: Đại Hoàng (chuyển từ huyện Trực Định, tức huyện Kiến Xương ngày nay, sang) và Đông Thành (từ huyện Giao Thủy tỉnh Nam Định), thành ra có 9 tổng và thuộc phủ Kiến Xương tỉnh Thái Bình.
Nguyễn Công Trứ coi vùng đất mới Tiền Hải cùng với Kim Sơn (Ninh Bình) là những vùng đất màu mỡ, phì nhiêu và có nhiều triển vọng; Ngay ở tên gọi của 2 huyện này đã nói lên điều đó (Tiền Hải là biển bạc, Kim Sơn là rừng vàng - 2 khu vực ven biển này đã được UNESCO công nhận là khu dự trữ sinh quyển thế giới).
Là vùng đất trẻ, Tiền Hải không có nhiều những di sản văn hóa lâu đời. Song, từng là đất thiêng của cuộc khởi nghĩa nông dân do Phan Bá Vành chỉ huy; ngoài ra có các di tích như đình Nho Lâm, đình Tiểu Hoàng, đình Tô hay lễ hội làng Thanh Giám cũng là những tài nguyên du lịch quý giá trên vùng đất này.
Sau năm 1945, bỏ cấp phủ, gọi chung là huyện. Huyện Tiền Hải khi đó gồm có 26 xã: Đông Cơ, Đông Hoàng, Đông Lâm, Đông Long, Đông Minh, Đông Phong, Đông Quý, Đông Trà, Đông Trung, Đông Xuyên, Nam Chính, Nam Hà, Nam Hải, Nam Hồng, Nam Hưng, Nam Thanh, Nam Thắng, Nam Thịnh, Nam Trung, Tây An, Tây Giang, Tây Lương, Tây Ninh, Tây Phong, Tây Sơn, Tây Tiến.
Ngày 2 tháng 12 năm 1955, sáp nhập xóm Rũ Tiên của xã Hữu Ban, huyện Tiền Hải vào huyện Thái Ninh để sáp nhập với hai thôn Nam và Đoài của xã Thần Huống thuộc huyện Thái Ninh thành xã Thái Thịnh thuộc huyện Thái Ninh.
Ngày 10 tháng 9 năm 1969, chuyển 5 xã: Bắc Hải, Phương Công, Vân Trường, Vũ Lăng, An Ninh thuộc huyện Kiến Xương về huyện Tiền Hải quản lý.
Ngày 5 tháng 9 năm 1975, thành lập xã Nam Cường từ hợp tác xã Nam Cường và một phần xã Đông Lâm.
Ngày 13 tháng 12 năm 1986:
- Chia xã Đông Trà thành 2 xã: Đông Trà và Đông Hải.
- Chia xã Nam Hưng thành 2 xã: Nam Hưng và Nam Phú.
- Thành lập thị trấn Tiền Hải trên cơ sở 89,95 ha diện tích tự nhiên với 5.653 nhân khẩu của xã Tây Sơn và 56,70 ha diện tích tự nhiên với 1.653 nhân khẩu của xã Tây Giang.

Ngày 11 tháng 2 năm 2020, Ủy ban Thường vụ Quốc hội ban hành Nghị quyết số 892/NQ-UBTVQH14 về việc sắp xếp các đơn vị hành chính cấp xã thuộc tỉnh Thái Bình (nghị quyết có hiệu lực từ ngày 1 tháng 3 năm 2020). Theo đó:
- Sáp nhập xã Đông Hải trở lại xã Đông Trà
- Sáp nhập các xã Tây An, Tây Sơn vào thị trấn Tiền Hải.

Huyện Tiền Hải có 1 thị trấn và 31 xã.
Ngày 28 tháng 9 năm 2024, Ủy ban Thường vụ Quốc hội ban hành Nghị quyết số 1201/NQ-UBTVQH15 về việc sắp xếp đơn vị hành chính cấp xã của tỉnh Thái Bình giai đoạn 2023 – 2025 (nghị quyết có hiệu lực từ ngày 1 tháng 11 năm 2024). Theo đó:
- Thành lập xã Đông Quang trên cơ sở 3 xã: Đông Trung, Đông Quý, Đông Phong.
- Thành lập xã Ái Quốc trên cơ sở xã Tây Phong và xã Tây Tiến.
- Thành lập xã Nam Tiến trên cơ sở xã Nam Thanh và xã Nam Thắng.

Huyện Tiền Hải có 1 thị trấn và 27 xã như hiện nay.
Ngày 11 tháng 11 năm 2024, Bộ Xây dựng ban hành Quyết định số 1038/QĐ-BXD về việc công nhận thị trấn Tiền Hải mở rộng (bao gồm thị trấn Tiền Hải và 4 xã: Tây Giang, Tây Ninh, Đông Lâm, Đông Cơ) đạt tiêu chí đô thị loại IV.

## Kinh tế
Tổng giá trị sản xuất đạt 18.293,1 tỷ đồng, tăng 3,10% so với năm 2019. Trong đó, nông, lâm nghiệp, thủy sản đạt 5.011,9 tỷ đồng, tăng 4,7%; công nghiệp, xây dựng đạt 10.677,8 tỷ đồng, tăng 2,4%; dịch vụ, thương mại đạt 2.603,4 tỷ đồng, tăng 2,8%. Thu nhập bình quân đầu người đạt 48,5 triệu đồng/năm.
Tổng thu NSNN trên địa bàn Tiền Hải năm 2013 đạt 847.388 triệu đồng
Công nghiệp:
Khu công nghiệp Tiền Hải là một trong những khu công nghiệp đầu tiên được hình thành tại tỉnh ta và đã được Thủ tướng Chính phủ phê duyệt đưa vào danh mục các khu công nghiệp của Việt Nam để kêu gọi đầu tư. Theo quy hoạch chi tiết được duyệt thì diện tích giai đoạn I của khu công nghiệp rộng gần 251ha, thuộc loại lớn nhất so với 6 khu công nghiệp còn lại của tỉnh.Một số doanh nghiệp mạnh trên địa bàn huyện như:công ty Sứ Hảo Cảnh, sứ Đông Lâm, gạch men Mikado, gạch ceramic Long Hầu, thủy tinh Pha Lê Việt Tiệp, tập đoàn Đại Cường....
Tiền Hải được coi là cái nôi của nền công nghiệp dầu khí Việt Nam
Ngày 21/12/1975, giếng khoan thăm dò đầu tiên tại Tiền Hải, Thái Bình đã phát hiện có dầu khí.
Ngày 19/4/1981, dòng khí công nghiệp đầu tiên tại Giếng khoan 61 mỏ Tiền Hải C (trầm tích Mioxen, hệ tầng Tiên Hưng, chiều sâu 1146-1156) với lưu lượng 100.000 m3/ngày đêm) đã được đưa vào buồng đốt tua-bin nhiệt điện tại Tiền Hải, phát ra dòng điện công suất 10 MW hòa lưới quốc gia. Đây là mốc son quan trọng đánh dấu lần đầu tiên, ngành dầu khí Việt Nam khai thác được sản phẩm khí công nghiệp, mở ra triển vọng to lớn trên hành trình tìm kiếm, khai thác nguồn tài nguyên làm giàu cho đất nước, đồng thời tạo tiền đề vững chắc cho sự phát triển của ngành dầu khí Việt Nam.
Từ giếng khoan 61, một loạt giếng khoan đã được thực hiện trong những năm tiếp theo. Tính đến nay, tại khu vực Tiền Hải đã phát hiện tổng cộng 13 vỉa khí với tổng trữ lượng tại chỗ là 1,3 tỷ m3. Từ năm 1981 đến nay, tổng sản lượng khí khai thác và cung cấp đạt 850 triệu m3.
Năm 2012 khởi công dự án đưa khí ngoài thềm lục địa vào đất liền và xây dựng nhà máy chế biến khí đốt
Ngoài ra trên địa bàn huyện còn có nguồn tài nguyên nước khoáng với những thương hiệu nổi tiếng trong và ngoài nước như nước khoáng vital, nước khoáng Tiền Hải,...
Thương mại dịch vụ:
Trên địa bàn huyện có 2 Khu du lịch là Đồng Châu và Cồn Vành
Nông nghiệp:
Với chiều dài 23 km bờ biển, Tiền Hải là địa phương có thế mạnh về phát triển nuôi trồng thủy, hải sản. Năm 2013, huyện có tổng diện tích nuôi trồng là 4.073 ha, tăng 0,1% so với năm 2012. Trong đó: diện tích nuôi nước ngọt: 907 ha; diện tích nuôi nước lợ: 2.046 ha; diện tích nuôi nước mặn: 1.120 ha với tổng sản lượng đạt 39.100 tấn, tăng 27,5% so với năm 2012. Với diện tích 1.380 ha, ngao là vật nuôi đạt sản lượng cao, với 32.000 tấn và có giá trị kinh tế cao. Ngao của Tiền Hải đã xuất khẩu sang các thị trường trên thế giới.

## Danh nhân
Bùi Viện: Nhà canh tân, người làng Trình Phố nay là xã An Ninh. Ông là người đầu tiên hai lần vượt đại dương tới Hoa Kỳ gặp Tổng thống V.S.Grant cầu viện chống lại thực dân Pháp, nhằm chấn hưng đất nước và là người người góp công đầu biến thôn Ninh Hải thành cảng Hải Phòng ngày nay.
Nguyễn Quang Bích (Ngô Quang Bích): người làng Trình Phố nay là xã An Ninh, nhà văn hóa, nhà yêu nước, là người nổi tiếng với các cuộc nổi dậy chống Pháp
Đại tướng Hoàng Văn Thái: người làng An Khang, xã Tây An nay là thị trấn Tiền Hải một trong những tướng lĩnh có ảnh hưởng quan trọng nhất trong việc hình thành và phát triển của Quân đội Nhân dân Việt Nam, người có công lao lớn trong cuộc chiến chống thực dân Pháp cũng như có ảnh hưởng đối với cuộc chiến chống đế quốc Mĩ của Việt Nam Dân chủ Cộng hòa. Ông là Tổng Tham mưu trưởng đầu tiên của Quân đội Nhân dân Việt Nam, góp công trong nhiều chiến dịch quan trọng trong Chiến tranh Việt Nam như Chiến dịch Biên giới thu đông 1950, Trận Điện Biên Phủ (1954), Chiến dịch Tết Mậu Thân (1968), Chiến dịch năm 1972, Chiến dịch Hồ Chí Minh. Ông cũng là nhân vật chính trị cao cấp của Việt Nam, từng giữ chức Thứ trưởng Bộ Quốc phòng Việt Nam, Tư lệnh Quân giải phóng miền Nam, Đại biểu Quốc hội Việt Nam khóa VII, Ủy viên Ban Chấp hành Trung ương Đảng Cộng sản Việt Nam khóa III, IV, V.
Trần Độ là nhà quân sự và chính trị Việt Nam và là Trung tướng Quân đội Nhân dân Việt Nam.
Thượng tướng Trần Việt Tân: Thứ trưởng bộ công an
Trần Quốc Vượng (chính trị gia): Ủy viên Bộ chính trị, Thường trực Ban bí thư Trung ương Đảng.
Đặng Huy Đông: thứ trưởng bộ kế hoạch đầu tư
Đỗ Xuân Đông: đại sứ đặc mệnh toàn quyền Việt Nam tại cộng hòa Séc
Nhạc sĩ Thái Cơ: tác giả của những ca khúc vượt thời gian như: Rặng trâm bầu, Khi thành phố lên đèn, và Nghe tiếng trống quê hương (ca khúc viết về chính quê hương Tiền Hải)....
Doanh nhân Vũ Văn Tiền: Chủ tịch Tập đoàn Geleximco.
Trung tướng Đỗ Danh Vượng: Chính uỷ Bộ tư lệnh Bộ đội Biên Phòng Việt Nam
Trung tướng Đỗ Văn Thiện : Chính ủy Tổng cục hậu cần
Trung tướng Lê Trung Thành: Chính ủy quân khu 3

## Làng nghề
Các làng nghề xưa, nghề mới ngành nghề phụ góp phần vào sự phát triển kinh tế cho các địa phương trong huyện như:
- Nghề đan lát, đan mũ Tây An
- Một số khâu nón Nam Hà
- Nuôi ngao Nam Thịnh
- Có nghề dệt chiếu Nam Hải
- Làm nước mắm Nam Hải
- Bán hải, thủy sản ở Đông Minh
- Bánh nghệ phía Nam huyện
- Nuôi trồng, đánh bắt, sơ chế hải sản khu vực ven biển.